# Pchła ludzka
Pchła ludzka (Pulex irritans) – owad z rodziny Pulicidae. Pasożyt zewnętrzny człowieka. Poza człowiekiem pchła ludzka może pasożytować na psie, kocie, lisie, borsuku, kaczce, kurze czy szczurze wędrownym. Jest pasożytem kosmopolitycznym.
Samiec P. irritans osiąga wielkość 2–2,5 mm długości, samica jest większa i mierzy 2,5–3,5 mm długości. Dorosłe osobniki są barwy brunatnokasztanowej. Cechą charakterystyczną dla tego gatunku jest posiadanie 1 lub 2 szczecinek umieszczonych przed okiem.

## Rozwój

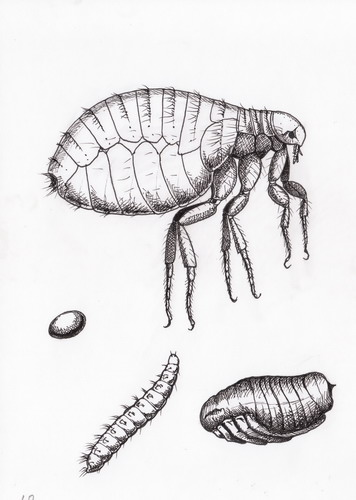
Stadia życiowe pchły ludzkiej

Zapłodnione samice po napiciu się krwi składają jaja. Jednorazowo 3–5 jaj, w ciągu życia 400–500 w szparach podłogi, pościeli lub legowisku zwierzęcia. Po 3–10 dniach wykluwają się larwy, które są beznogie i poruszają się ruchem robakowatym. Mierzą 2 mm długości oraz 0,3 mm szerokości. Odżywiają się ekskrementami i resztkami organicznymi. Po trzykrotnym linieniu, odbywającym się w ciągu 7–14 dni następuje przepoczwarczenie w luźnym oprzędzie zmieszanym z ziarnami kurzu, które trwa 7–10 dni. Imago żyje od 3 do 4 miesięcy i żywi się krwią. Całkowity rozwój tego owada trwa zależnie od warunków zewnętrznych od 18 do 332 dni. Jednak możliwy jest dłuższy okres rozwoju, trwający nawet około 450 dni.

## Chorobotwórczość
Główne znaczenie chorobotwórcze pchły ludzkiej polega na mechanicznym przenoszeniu zarazków dżumy (Yersinia pestis), tyfusu plamistego, tularemii (Francisella tularensis) oraz zakażeń gronkowcem złocistym (Staphylococcus aureus). P. irritans jest również żywicielem pośrednim tasiemca psiego (Dipylidium caninum) oraz tasiemca karłowatego (Hymenolepis nana) i Hymenolepis diminuta.
Dodatkowo ukłucia przez pchłę powodują miejscowe zapalenia skóry w postaci czerwonej plamki (roseola pulicosa). Występuje również świąd powodowany drażniącą wydzieliną, wsączaną do ranki wraz ze śliną.